# Lombenben
Lombenben je štítová sopka o nadmořské výšce 1496 metrů na ostrově Ambae ve státě Vanuatu. Měřeno od mořského dna má výšku 3900 metrů. Jiné názvy sopky jsou: Ambae, Aoba a Omba. Občas je název sopky zaměňovaný s názvem kráteru sopky (Manaro).
Hora je považována za jednu z nejnebezpečnějších aktivních sopek na světě; poslední výbuchy sopky byla zaznamenány v letech 2006, 2011 a 2017. Na sopce jsou tři kráterová jezera: Manaro Ngoru , Vui (Voui) a Manaro Lakua. Vui obsahuje 50 milionů kubických metrů vody. Preventivně bylo v minulosti evakuováno až 5 000 lidí v bezprostřední blízkosti sopky.